# اسکات گیبسون
اسکات گیبسون (انگلیسی: Scott Gibson؛ زادهٔ ۲۶ اوت ۱۹۸۴) بازیکن فوتبال اهل بریتانیا است.
از فیلم‌ها یا برنامه‌های تلویزیونی که وی در آن نقش داشته‌است می‌توان به جمجمه اشاره کرد.